# Municipio de Upper Freehold
El municipio de Upper Freehold (en inglés: Upper Freehold Township) es un municipio ubicado en el condado de Monmouth en el estado estadounidense de Nueva Jersey. En el año 2010 tenía una población de 6,902 habitantes y una densidad poblacional de 56 personas por km².

## Geografía
El municipio de Upper Freehold se encuentra ubicado en las coordenadas 40°9′20″N 74°31′25″O / 40.15556, -74.52361.

## Demografía
Según la Oficina del Censo en 2000 los ingresos medios por hogar en el municipio eran de $71,250 y los ingresos medios por familia eran $78,334. Los hombres tenían unos ingresos medios de $55,987 frente a los $35,221 para las mujeres. La renta per cápita para la localidad era de $29,387. Alrededor del 4% de la población estaba por debajo del umbral de pobreza.